# Телефонная будка в Мохаве
Телефонная будка в Мохаве — телефонная будка, установленная в пустыне Мохаве, Калифорния, в 1960-х для местных геологов и шахтёров, проводивших поблизости работы. Благодаря своему необычному расположению известна как одна из самых уединённых телефонных будок в мире. Была расположена в 13 км от ближайшей мощёной дороги, 24 км от ближайшего шоссе и на расстоянии многих десятков километров от ближайшего жилья. Изначально её номер был +1-714-733-9969, позже код сменился на 619, а затем на 760.

## История
Будка была установлена в 1960-х для шахтёров, работавших поблизости. В 1997 году некто Дьюс (Deuce) узнал о будке и стал туда звонить до тех пор, пока ему не ответили. Каждое утро, когда Дьюс брился, он видел на зеркале наклейку, на которой написал самому себе: «Ты не забыл позвонить сегодня в телефонную будку посредине Мохаве?». Он делал это в течение целого месяца, пока некто по имени Лорин (Lorene) не ответила на звонок.
После того как он поделился этим опытом на своём сайте, будка в Мохаве быстро обрела популярность. Поклонники будки звонили по телефону, надеясь, что кто-нибудь ответит, ездили к ней, чтобы отвечать на звонки, а также оставляли на ней сообщения, из-за чего со временем будка покрылась граффити.

### Известность
Один случай, связанный с будкой, был задокументирован репортёром Los Angeles Times, который зафиксировал и подтвердил историю 51-летнего Рика Карра. Рик утверждал, что по наставлению Святого Духа прожил около телефонной будки «посреди ничего» 32 дня, ответив за это время более чем на 500 звонков, в том числе на несколько звонков от «сержанта Зено из Пентагона».
После этого будка, стоящая на перекрёстке грунтовых дорог посреди пустыни, стала местом паломничества людей, жаждущих общения. Здесь даже стали проводить слёты. Звонки в саму будку не прекращались, поскольку людей привлекала возможность позвонить «в никуда» и получить ответ от случайного человека.

### Демонтаж
Будка была демонтирована 17 мая 2000 года компанией Pacific Bell по запросу Службы национальных парков США, на балансе которого состоит заповедник Мохаве. Официальной причиной явился нежелательный экологический эффект от большого числа посетителей.
Поклонниками была установлена мемориальная доска, которая также была удалена службой национальных парков. Причина сноса мемориальной доски и её судьба до сих пор неизвестны.
По мотивам истории телефонной будки был снят фильм «Телефонная будка в Мохаве».
В 2013 году энтузиаст Джеред Морган выкупил телефонный номер и организовал по нему публичный VoIP-чат.